# Mirabel (Tarn y Garona)
 Mirabel  es una población y comuna francesa, en la región de Mediodía-Pirineos, departamento de Tarn y Garona, en el distrito de Montauban y cantón de Caussade.

## Demografía
| 877 | 857 | 885 | 910 | 879 | 839 |
| Para los censos de 1962 a 1999 la población legal corresponde a la población sin duplicidades (Fuente: INSEE [Consultar]) |     |     |     |     |     |